# Epsilon Lupi
Epsilon Lupi is een spectroscopische dubbelster in het sterrenbeeld Wolf met een magnitude van 3,41. De ster  is niet te zien vanuit de Benelux. De ster is de op vier na helderste ster in het sterrenbeeld.
De afzonderlijke sterren zijn nooit waargenomen. Maar men weet dat de ster een dubbelsysteem is door het Doppler effect. Het systeem heeft een omlooptijd van 4,55970 dagen.